# Amantea
Amantea è un comune italiano di 13 858 abitanti della provincia di Cosenza in Calabria.

## Geografia fisica

### Territorio
Il territorio del comune di Amantea si estende su una superficie 29,46 km2 in direzione nord-sud parallelamente al mar Tirreno e presenta un profilo altimetrico compreso tra 0 e 439 metri sul livello del mare. I confini naturali del comune di Amantea sono delimitati a nord con Belmonte Calabro, a ovest dal mar Tirreno, a sud con Nocera Terinese in provincia di Catanzaro dal fiume Savuto, e infine a est da alcune cime della Catena Costiera con i comuni di Cleto, Serra d'Aiello e con l'ex-frazione di San Pietro in Amantea.
Nel Medioevo, era territorio amanteano anche il comune di Belmonte Calabro con le sue frazioni: la giurisdizione della Comunità di Amantea sul solo castello di Belmonte decadde solo con la fondazione del castello stesso, nel 1270 circa, su ordine di Carlo I d'Angiò per punire una ribellione degli abitanti di Amantea. In seguito, nel 1345 la Comunità di Amantea fece ricorso alla regina Giovanna I di Napoli perché sanzionasse il feudatario di Belmonte Pietro Salvacossa che si era appropriato di alcuni territori amanteani: con un decreto regionale del 27 maggio la regina delimitò quindi i confini amanteani per la prima volta. Fu solo nel 1811, in età napoleonica, che venne sancita de iure la divisione tra i territori di Belmonte e Amantea, che fino ad allora era esistita de facto.
Dal luglio 1937 l'ex-frazione di San Pietro in Amantea ottenne l'autonomia amministrativa che conserva: il comune di Amantea perse così un territorio montuoso di 10 km2 che andò a costituire il nuovo comune.

#### Idrografia
Il territorio amanteano è solcato da diversi fiumi o torrenti provenienti dalla Catena Costiera dell'entroterra: tutti sono a carattere torrentizio. Possono dunque raggiungere anche una grande portata d'acqua in inverno ma in estate appaiono inesorabilmente in secca, salvo non ci siano grandi piogge che provocano spesso piene improvvise e dannose, oltre che pericolosissime.
I corsi d'acqua sono dunque, partendo da nord in direzione sud spostandosi lungo la statale tirrenica:
- Fiume Catocastro, corso d'acqua originato da Monte Cocuzzo (1541 m s.l.m.) che scende per circa nove chilometri scavando una vallata attraverso il comune di Lago. Scorre parallelamente alla Strada Provinciale 278 Cosenza-Amantea.
- Torrente Santa Maria, corso d'acqua a carattere torrentizio che attraversando la parte bassa della città con la sua foce delimita il Lungomare.
- Torrente Calcato.
- Torrente Colongi, corso d'acqua che scorre delimitando il limite meridionale estremo dell'abitato di Amantea. Conosciuto per le sconcertanti imprese di Marylou Ianni, sulla cui vita sarà girato un film burlesco.
- Fiume Oliva, nasce sul monte Scudiero  sulla Catena Costiera nei pressi di Potame. Sfocia, dopo 18 km, nel Mar Tirreno nella omonima frazione (Oliva) poco più a nord di Campora San Giovanni.
- Torrente Rubano.
- Torrente Torbido che delimita il confine tra la provincia di Cosenza e Catanzaro.

### Clima
Gode di un clima mediterraneo, di tipo tirrenico: il territorio di Amantea, ha una profondità media di soli due chilometri verso l'entroterra e si snoda invece lungo il mare per oltre tredici chilometri. Questo assicura una lunga durata della buona stagione. Nel periodo estivo quindi sono dominanti le brezze marine e collinari che rinfrescano l'aria. Le gelate sono rarissime, causate dalla vicinanza alla Catena Costiera dell'entroterra; piuttosto intense sono invece le precipitazioni piovose, peraltro concentrate nel semestre ottobre-marzo.
| Mese                | Mesi | Mesi | Mesi | Mesi | Mesi | Mesi | Mesi | Mesi | Mesi | Mesi | Mesi | Mesi | Stagioni | Stagioni | Stagioni | Stagioni | Anno |
| Mese                | Gen  | Feb  | Mar  | Apr  | Mag  | Giu  | Lug  | Ago  | Set  | Ott  | Nov  | Dic  | Inv      | Pri      | Est      | Aut      | Anno |
| ------------------- | ---- | ---- | ---- | ---- | ---- | ---- | ---- | ---- | ---- | ---- | ---- | ---- | -------- | -------- | -------- | -------- | ---- |
| T. max. media (°C)  | 13,4 | 13,8 | 15,6 | 18,1 | 22,0 | 25,8 | 28,4 | 29,0 | 26,4 | 22,2 | 18,3 | 15,2 | 14,1     | 18,6     | 27,7     | 22,3     | 20,7 |
| T. min. media (°C)  | 7,6  | 7,3  | 8,5  | 10,6 | 13,7 | 17,8 | 20,5 | 20,8 | 18,4 | 14,8 | 11,8 | 9,1  | 8,0      | 10,9     | 19,7     | 15,0     | 13,4 |
| Precipitazioni (mm) | 116  | 73   | 100  | 63   | 54   | 21   | 13   | 20   | 61   | 75   | 137  | 171  | 360      | 217      | 54       | 273      | 904  |
| Giorni di pioggia   | 11   | 8    | 11   | 7    | 4    | 2    | 1    | 2    | 4    | 7    | 9    | 12   | 31       | 22       | 5        | 20       | 78   |

## Origini del nome
Probabilmente nel sito dell'attuale città di Amantea o nel suo territorio si trovava l'antica città magnogreca di Clampetia o Lampetia, Λαμπετεία ("Lampeteia") in greco antico, fondata forse dai Crotoniati sul luogo di un'antica città bruzia distrutta, Clete. Dopo la progressiva scomparsa di Clampetia i Greci-bizantini fondarono, sicuramente nel sito dell'attuale centro storico, la città fortificata di Nepetia, il cui toponimo viene dal greco antico νεος πεδιον ("nuovo accampamento") o νεος πολις ("nuova città"). Dopo la conquista araba di Nepetia, la città venne rifondata dagli Arabi col nome di Al-Mantiah ("la rocca"), da cui i toponimi utilizzati: il nome ufficiale, "Amantea", quello usato nel tardo latino ecclesiastico, Mantia, e quello dialettale,  'a Mantia o la Mantia. Secondo altri invece il nome deriverebbe da Amantia, Αμάντια , che secondo Periplo di Scilace era una città illirica.

## Storia

### Età antica
Nella località di Campora San Giovanni, frazione di Amantea, andrebbe localizzata l'antica Temesa, mentre  Clampetia sarebbe collocabile nella piana di Amantea, l'unico sinus della costa tirrenica cosentina.

### Medioevo
I greci bizantini, quando conquistarono la Calabria, fondarono nell'area dell'attuale Amantea vecchia una cittadella fortificata chiamata Nepetia (Νεπετία).
Nepetia fu conquistata dagli arabi nel IX secolo, che la costituirono capitale di emirato e la ribattezzarono Al-Mantiah.
Quando, nell'885, Niceforo Foca riconquistò la città, rimase il nome di Amantea.
La cittadina fu elevata a sede vescovile finché non venne accorpata, sul finire dell'XI secolo, alla diocesi di Tropea.
Fu tra le ultime roccaforti ribelli durante le sommosse del 1267-69 dovute alla discesa di Corradino di Svevia nel sud Italia contro il dominio di Carlo I d'Angiò, stabilitosi nel regno pochi anni prima dopo aver sconfitto e ucciso in battaglia a Benevento re Manfredi.

### Età moderna

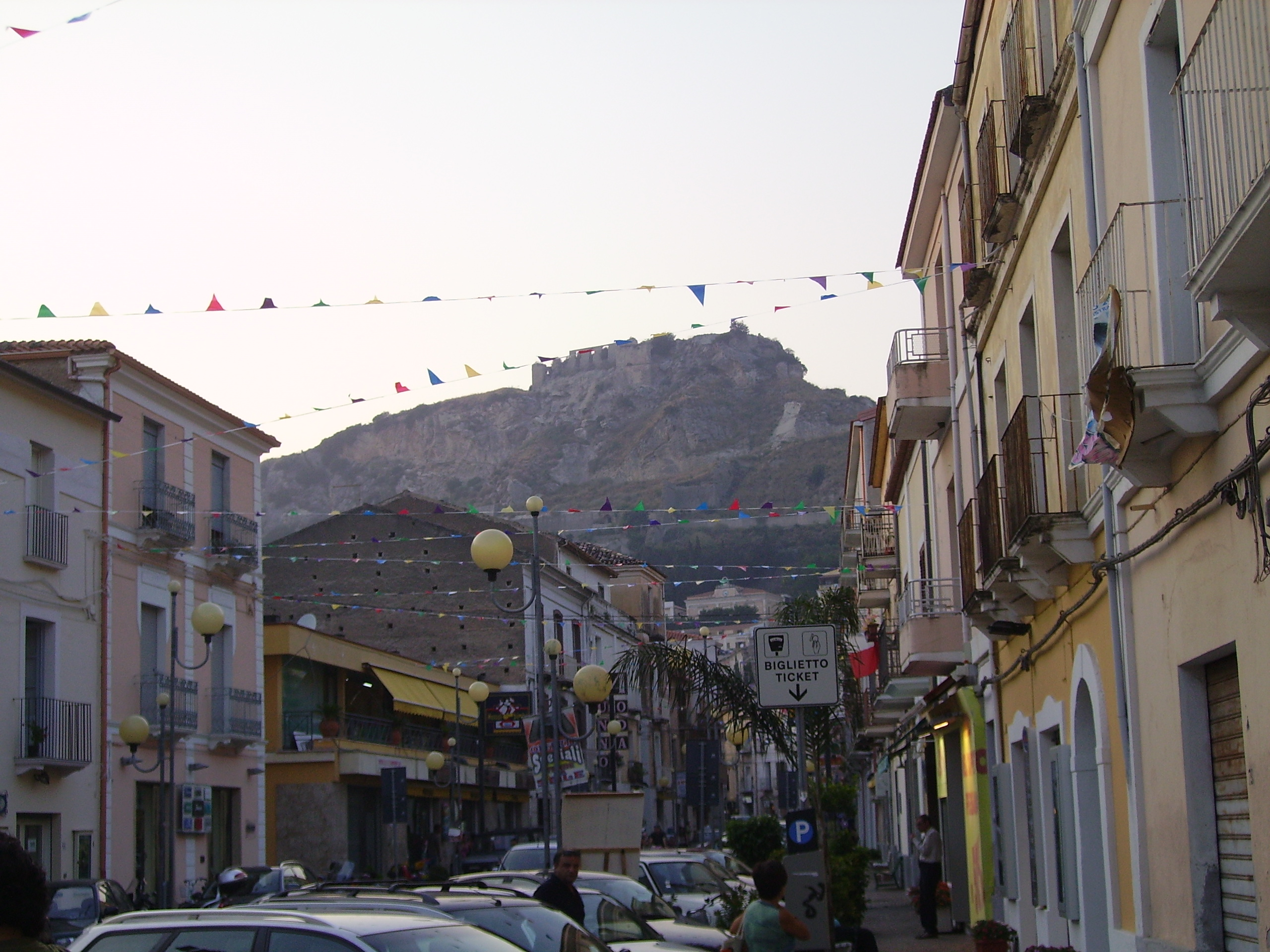
Corso Vittorio Emanuele con, sullo sfondo, il castello

All'inizio dell'epoca moderna ebbe una zecca allestita da Francesco de Lauro, importante magistrato del Regno e signore di alcune terre calabresi.
Amantea non fu mai infeudata, se non per un breve e travagliato periodo alla metà del XVII secolo. La cittadina mantenne sempre lo status di città demaniale, con istituzioni proprie.

Come riporta Lorenzo Giustiniani nel suo Dizionario geografico-ragionato del Regno di Napoli, alla fine del XVIII secolo, la popolazione di Amantea ammontava a 2 187 abitanti e si occupava principalmente di sericoltura, essendo il territorio circostante ricco di gelsi, utilizzati per l'allevamento di bachi da seta.
Amantea subirà l'occupazione francese prima nel 1799, poi nel 1807,  la seconda volta dopo strenua resistenza agli invasori d'Oltralpe.

### Età contemporanea
Amantea divenne, nel 1861, un comune del Regno d'Italia, dotata di molti uffici pubblici e scuole che ne hanno fatto il punto di riferimento del retrostante entroterra. Il 20 febbraio 1943 un bombardamento alleato colpì il Palazzo Del Giudice, sulla Via Indipendenza in prossimità della Chiesa di San Biagio. Una lapide sui ruderi ricorda le 26 vittime tra cui molti bambini. Nel dopoguerra Amantea ha conosciuto una forte espansione che l'ha portata fino a raggiungere il mare, facendone una nota località balneare e turistica.
Pochi anni fa è stato inaugurato il porto turistico di Campora San Giovanni.

### Simboli
Stemma e gonfalone sono stati concessi con decreto del presidente della Repubblica del 5 giugno 2001.
Lo statuto comunale di Amantea riporta la seguente descrizione dello stemma cittadino:
(Statuto del Comune di Amantea, art. 4 comma 2, 2001.)
Sempre lo statuto, così descrive il gonfalone comunale:
(Statuto del Comune di Amantea, art. 4 comma 2, 2001.)

## Monumenti e luoghi d'interesse

### Architetture religiose
- Collegiata di San Biagio o chiesa matrice.
- Chiesa di San Bernardino da Siena.
- Chiesa del Carmine o di San Rocco.
- Chiesa dei Cappuccini o di Santa Maria la Pinta.
- Chiesa di Sant'Elia o del Gesù.
- Ex-chiesa di San Francesco d'Assisi; probabilmente subito dopo la definitiva riconquista di Amantea da parte dei Bizantini (1031-1032) si installò sulle pendici dell'altura del castello una comunità di religiosi basiliani di rito greco, che fondò la chiesa di San Basilio forse sul sito di un'antica moschea, vestigio della dominazione araba su Amantea. Nel dicembre 1121 papa Callisto II, in viaggio verso Reggio Calabria, venne ospitato dai monaci basiliani di Amantea nel loro cenobio.[13] Possiamo supporre che nel corso del XII secolo il cenobio decadde, poiché nel 1216 il beato Piero Catin, compagno di San Francesco d'Assisi, assieme ad altri religiosi, si installò nell'antico cenobio basiliano fondando un convento francescano e l'attigua chiesa di San Francesco d'Assisi.
- Cattedrale della Pinta o della Campana; l'antica cattedrale di Amantea era denominata "della Pinta" a causa plausibilmente di un antico e venerato dipinto ivi conservato e raffigurante la Madonna.[14] Era situata nella città vecchia, presso il rione Sant'Elia.
- Chiesa di Santa Sofia; antica chiesa non più esistente, attestata in diversi atti risalenti al XV e al XVI secolo.[15]
- Chiesa di San Procopio.
- Chiesa di San Nicola del Rimo; si presuppone che il toponimo "rimo" sia la corruzione di "eremo", poiché questa chiesa, attestata nel XV secolo, sorgeva lungo il fiume Catocastro ed era probabilmente luogo di eremitaggio.
- Chiesa di San Nicola dell'Oliva; antica grancia benedettina, attestata nel 1151, situata lungo il fiume Oliva presso l'attuale frazione di Campora San Giovanni. Venne in seguito sostituita da una chiesa dedicata a san Giovanni, a cui si deve il toponimo della frazione stessa: questo antico luogo di culto, attestato nel XV secolo, è stato ridotto ad uso di civile abitazione.[16]
- Chiesa di Santa Maria della Calcata; antica chiesa attigua al convento dei Padri Agostiniani, venne istituita nel 1490 e in seguito chiusa dopo la soppressione del convento annesso.
- Convento dei Domenicani; un convento domenicano sorse ad Amantea nel 1465 e venne chiuso il 24 ottobre 1652.[17]
- Cappella Furgiuele dedicata a S. Alfonso de' Liguori, annessa al Palazzo Furgiuele in Via Dogana 64.
- Cappella Cavallo Marincola

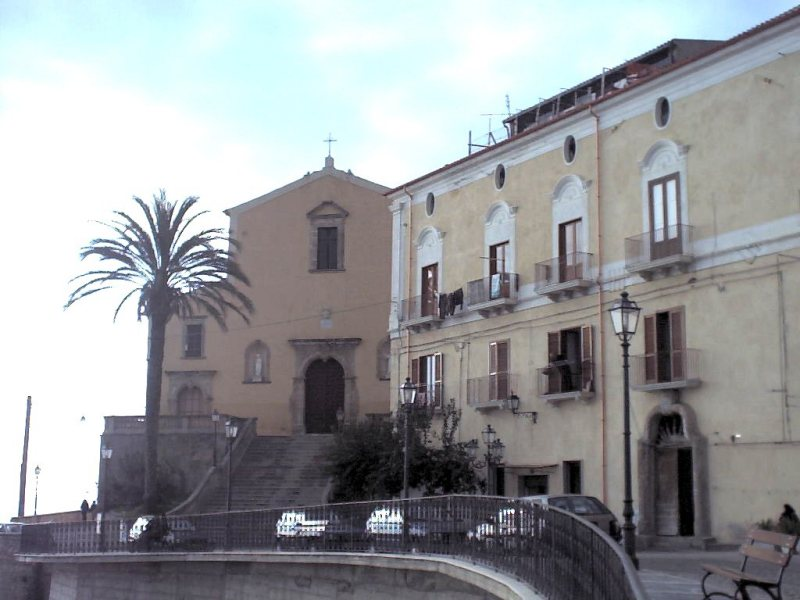
Duomo di Amantea
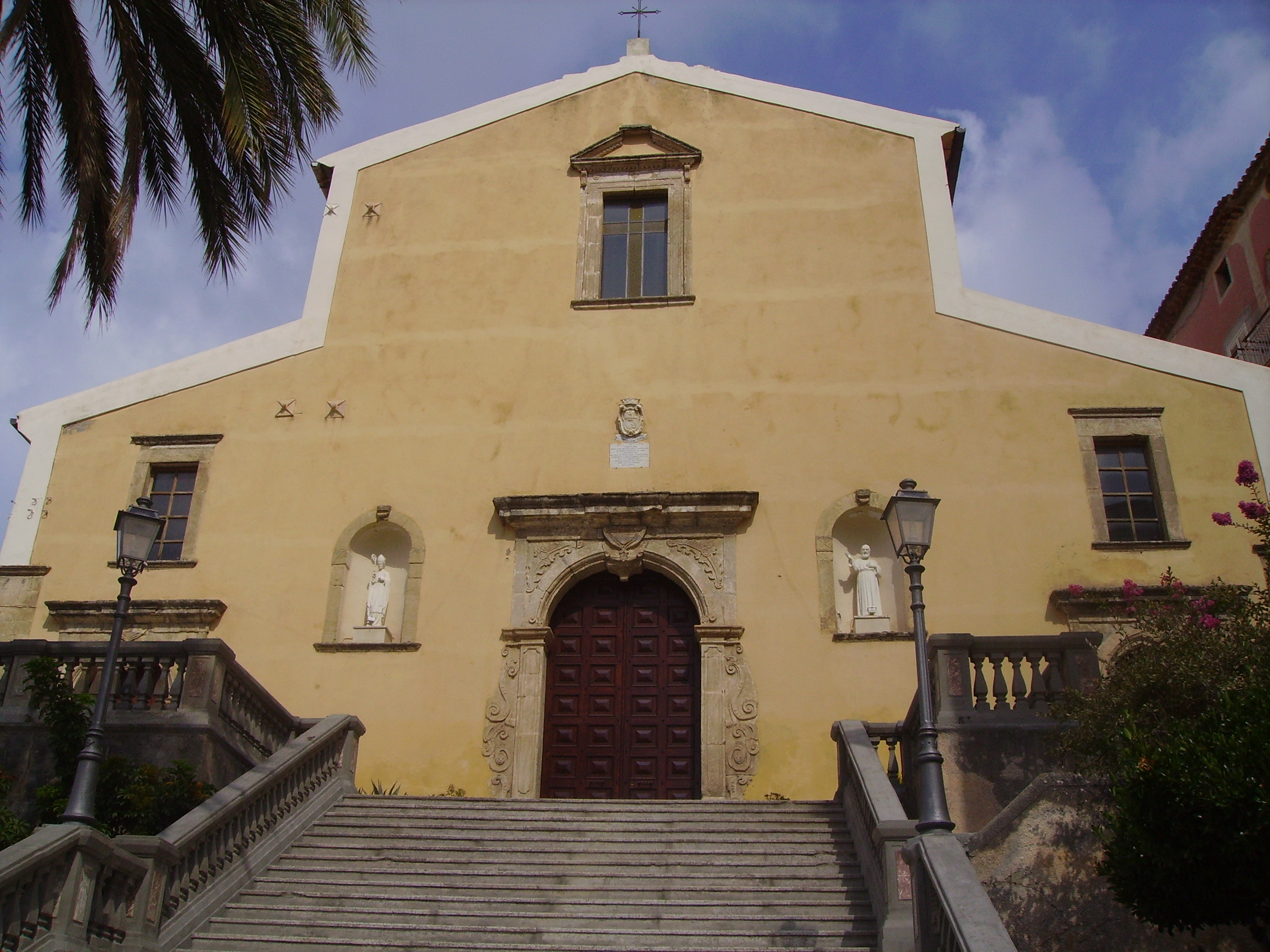
Facciata del duomo
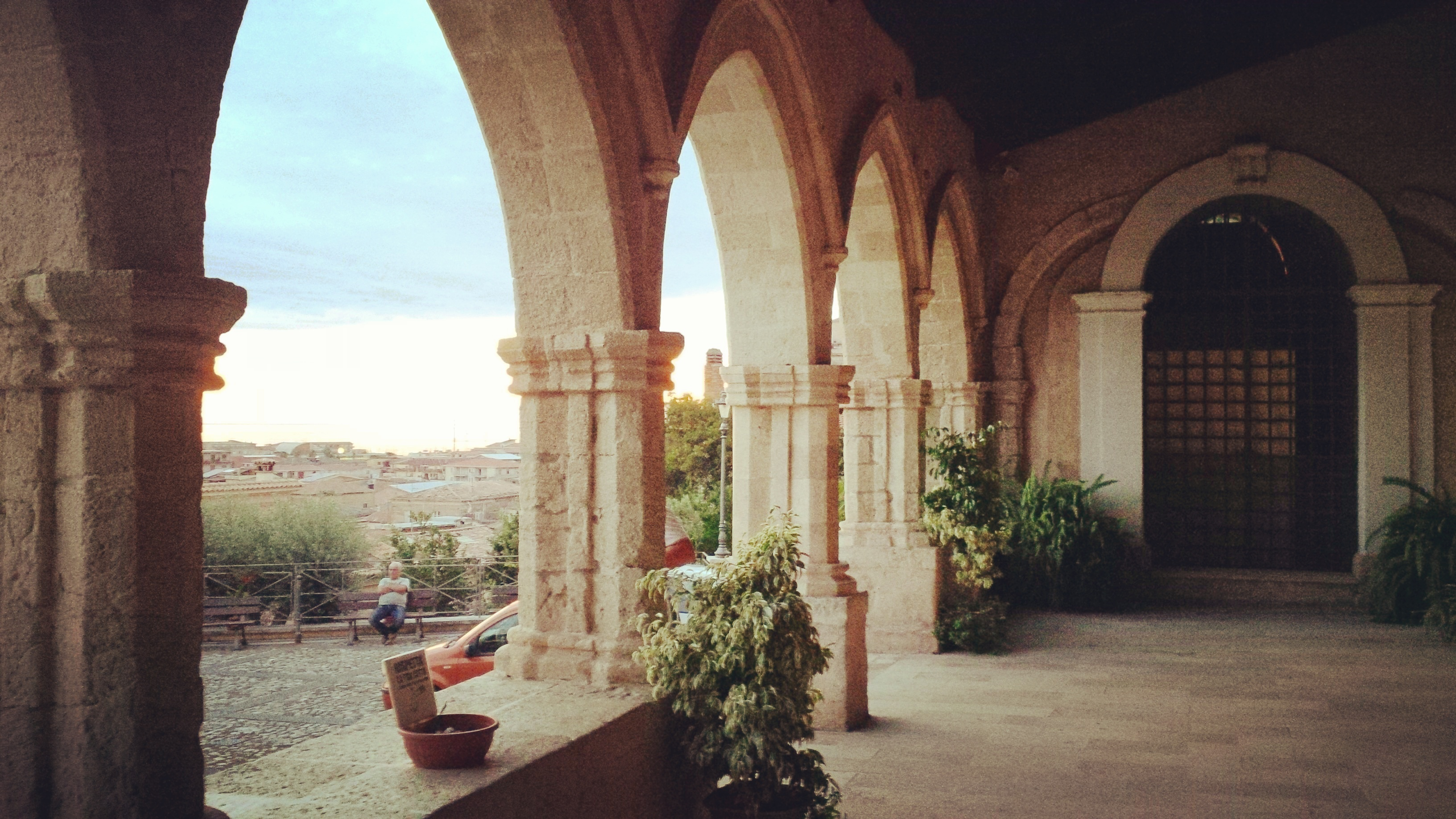
Convento di San Bernardino da Siena
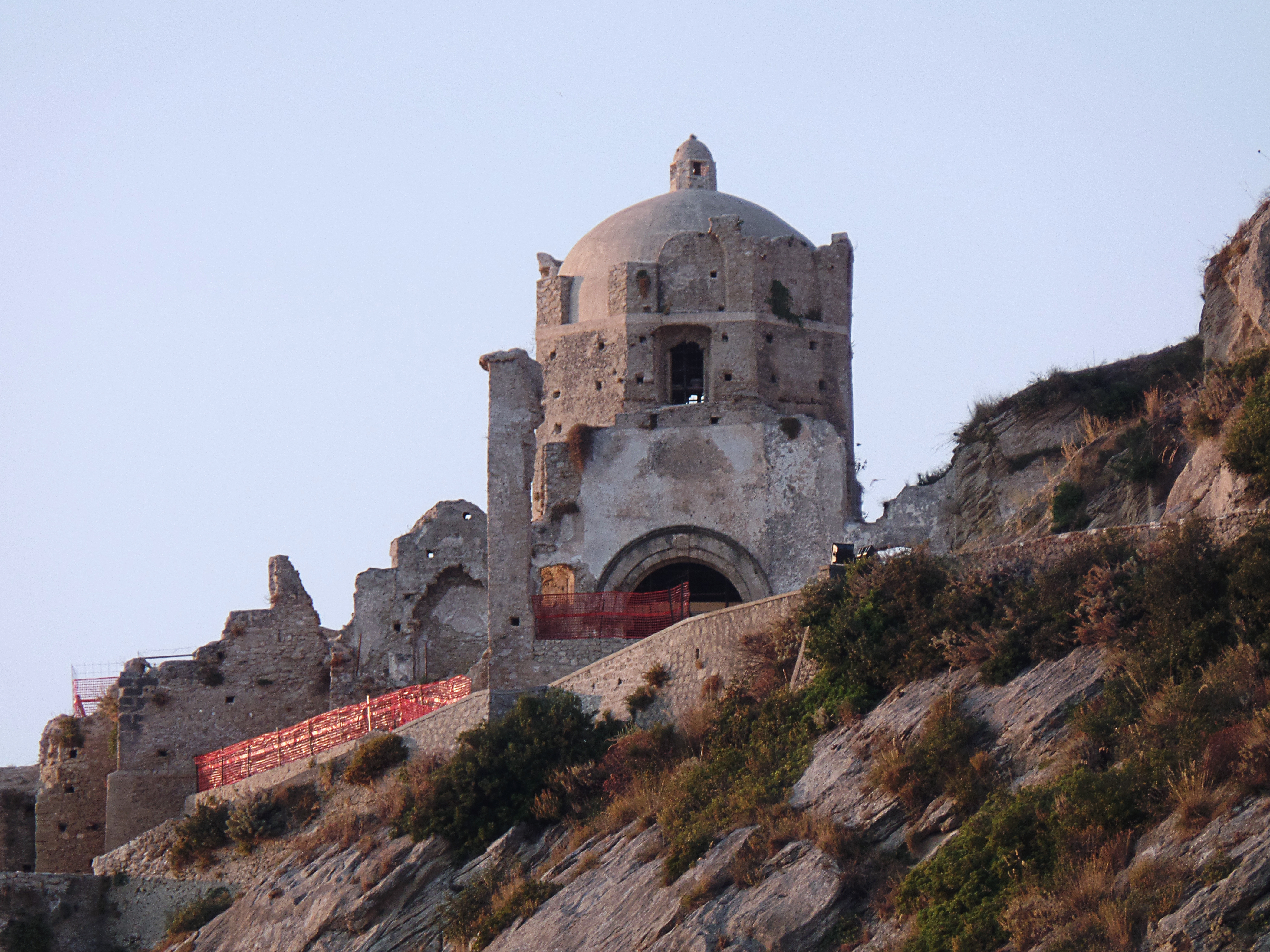
Chiesa di San Francesco
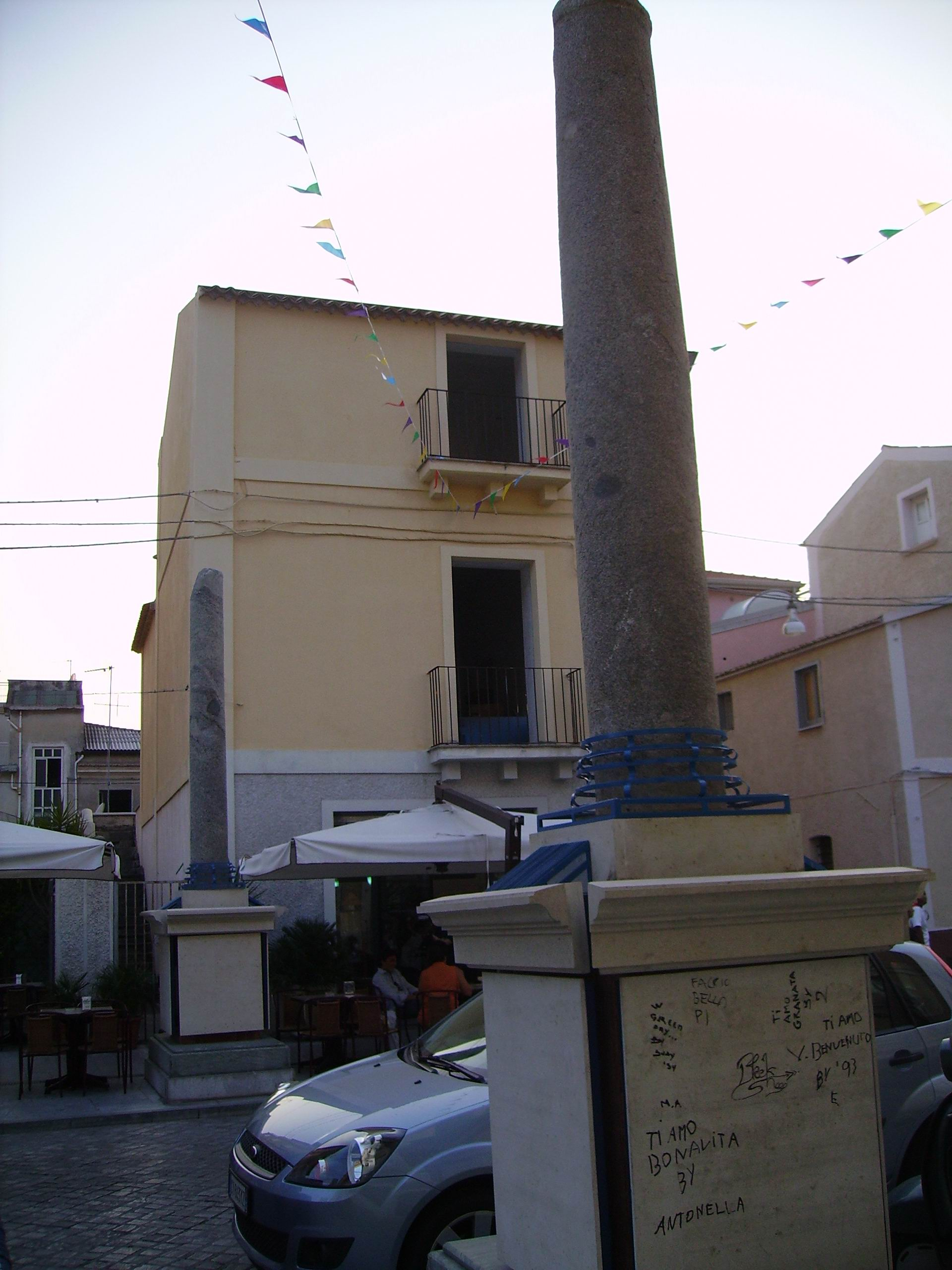
Antiche colonne di Clampetia ricollocate su corso Vittorio Emanuele III

### Architetture civili

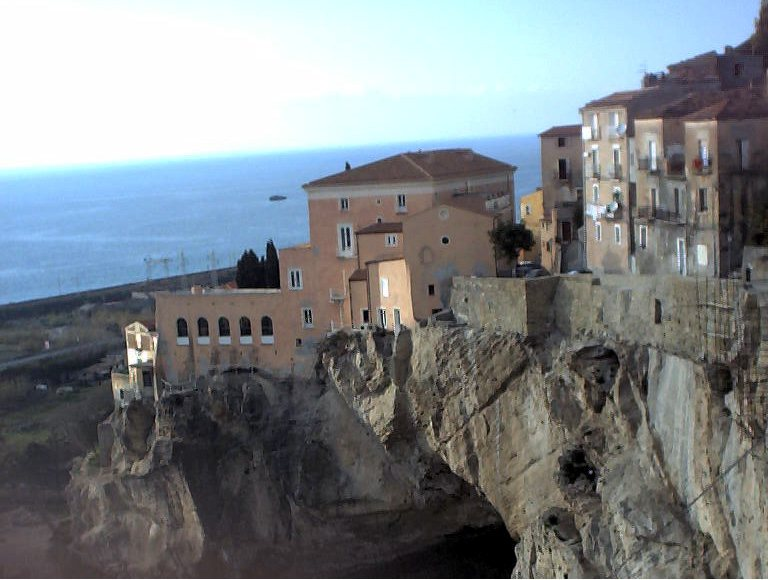
Il palazzo delle Clarisse

- Palazzo delle Clarisse. Il palazzo fu costruito agli inizi del Seicento come sede del convento delle clarisse e tale restò fino al 1806, quando i francesi, a seguito dell'assedio di Amantea, lo confiscarono assieme ad altri beni ecclesiastici e successivamente lo rivendettero al marchese de Luca di Lizzano che ne fece la sua residenza nobiliare. I marchesi De Luca vissero nel palazzo fino al 1977. Successivamente a un periodo di abbandono e grave degrado, il palazzo fu acquistato e restaurato dall'attuale proprietario,  Fausto Perri. Il palazzo delle Clarisse ospita attualmente attività culturali e commerciali.
- Palazzo Mirabelli.
- Palazzo Mileti.
- Palazzo Florio.
- Palazzo Furgiuele.
- Palazzo Greco (già Furgiuele).
- Palazzo Di Lauro (poi Furgiuele).
- Palazzo Cavallo Marincola.
- Palazzo Perciavalle.
- Palazzo Cozza.
- Palazzo Folino.
- Palazzo Carratelli.

Molti edifici del centro storico versano in stato di abbandono o degrado. Tra le eccezioni:  il palazzo delle Clarisse, che appartiene ad un privato ed è stato ristrutturato con l'intervento di una società a capitale pubblico; il settecentesco Palazzo Mirabelli, casa natale dell'illustre medico amanteano Giuseppe Mirabelli nonché del noto Avvocato del Foro Romano Alfredo Mirabelli Centurione; il Palazzo Carratelli.  La chiesa di San Bernardino è fruibile grazie alla presenza della comunità dei monaci.

### Architetture militari
- Castello di Amantea. Il castello domina l'abitato dall'alto del colle, con la torre del Mastio al centro e i ruderi della vecchia chiesa di San Francesco d'Assisi (forse ex-Moschea) poco lontano. Dagli studi di Enzo Fera risulta ricostruito il sistema di difesa costiera edificato tra il 1100 ed 1600 d.C.
Numerose si contano, infatti, torri e fortificazioni che fanno del comprensorio una zona un tempo molto ben presidiata contro le incursioni dei corsari barbareschi.
Sono presenti manufatti ancora integri.

## Società

### Evoluzione demografica
A livello strettamente demografico, Amantea presenta nella sua storia alti e bassi: la prima grande crescita demografica si verificò alla metà del XVI secolo, quando Amantea raggiunge un momento di relativo splendore grazie ai commerci. In seguito, nel corso del XVII e del XVIII secolo si può riscontrare un progressivo rallentamento della crescita demografica, dovuto a diversi fattori: la decadenza del castello, il riprendere delle incursioni barbaresche nel Mediterraneo, in definitiva l'impoverimento generalizzato della Calabria. Per un certo periodo addirittura il vicino paese di Belmonte Calabro, che conta poco più di 2 000 abitanti a fronte degli oltre 13.900 di Amantea, superò per numero di abitanti la popolazione della città di Amantea.
Indubbiamente l'assedio francese del 1806-1807 segnò profondamente la città contribuendo ad un ulteriore crollo della popolazione, che però venne recuperato egregiamente nel corso del XIX secolo e poi nel XX secolo. Tuttavia, la crescita demografica in quest'ultimo periodo è nettamente inferiore a quella avutasi nella maggior parte delle località medio-grandi d'Italia: infatti ha inciso negativamente sul bilancio demografico l'emigrazione degli amanteani e dei calabresi in generale prima verso l'America Latina, l'America del Nord e l'Europa settentrionale, poi verso il Nord Italia: e quest'ultima emigrazione, seppur in forme diverse da quelle degli anni sessanta, non si è interrotta.
Abitanti censiti

### Etnie e minoranze straniere
I cittadini stranieri residenti in città sono 311, così suddivisi per nazionalità:
1. Romania, 140
2. Marocco, 43
3. Ucraina, 38
4. Bulgaria, 28
5. Cina, 24

## Cultura

### Musica
Il primo complesso musicale cittadino, il Concerto Bandistico Città di Amantea "Mario Aloe", venne istituito nel 1850 dal Comune sotto la direzione del maestro Achille Longo. Dal 1927 al 1965 questo complesso bandistico venne diretto dal maestro Mario Aloe, a cui venne in seguito intitolata la banda stessa.
Nel 1987 è stata fondata la Banda Musicale Francesco Curcio, fondata nel 1987 dal M° Francesco Curcio e dedicata inizialmente ad Achille Longo.
Un altro complesso musicale locale è l'Orchestra di Fiati Mediterranea Città di Amantea, fondata il 10 maggio 2005 da 50 giovani strumentisti guidati dal maestro Angelo De Paola.
Diede i natali ad Alessandro Longo.

### Cucina
Amantea è famosa per il suo dolce tipico, il Buccunotto, dolciume a forma di barchetta ripieno di cioccolata, spezie e altri ingredienti che per tradizione rimangono segreti dalle massaie e dalle pasticcerie che lo producono. Per la lavorazione dei Fichi Secchi al cioccolato nero e bianco e in altre ricette della tradizione.
Inoltre, molto importante è anche la Lavorazione dei Pesci quali: alici, sarde e la neonata "rosamarina", che vengono preparate da aziende locali e da privati seguendo scrupolosamente le ricette tramandate dai vecchi pescatori.

### Eventi
- Carnevale;
- Giornate mediche amanteane;
- Partita a scacchi con figure viventi;
- Premio letterario Città di Amantea, istituito da Vitaliano Camarca nel 1962;
- Giornata degli "Amanteani nel mondo".
- La Guarimba International Film Festival.
- La Fiera, a volte impropriamente definita "dei morti", che si svolge annualmente dalla fine di ottobre ai primi di novembre.

## Geografia antropica

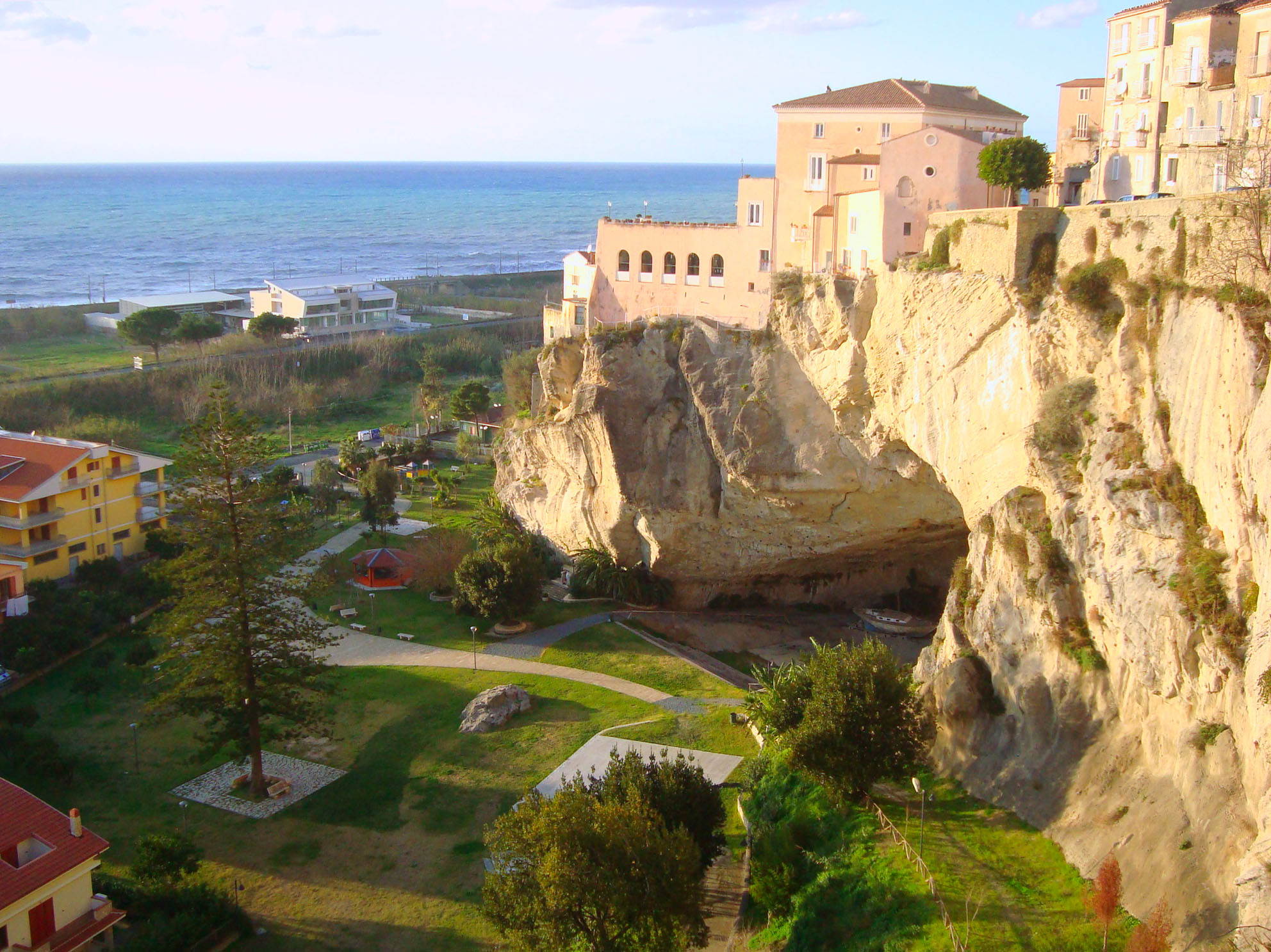
Parco della Grotta

### Urbanistica
Il centro storico di Amantea, aggrappato alla rupe del Castello, pur non essendo particolarmente vasto, riveste sicuramente un grande interesse turistico sia per la presenza di edifici monumentali e di grande panorama, sia per le caratteristiche dell'insediamento urbano.
L'abitato sorge in posizione dominante sul mar Tirreno e sulla pianura costiera di origine alluvionale: cinto da mura fino al XIX secolo, la posizione era una delle più salde della Calabria Citra. È inevitabile così che prima i Bizantini, e poi gli Arabi, pensarono di fortificare questa cittadella naturale, facendo sviluppare l'abitato sulla scosceso pendio. Prima che venisse aperto, negli anni trenta del XX secolo il vecchio tracciato della Strada statale 18 Tirrena Inferiore, il centro storico era in pratica completamente precluso alla circolazione automobilistica. Ancora nel ventunesimo secolo i sentieri di accesso ai ruderi del Castello e della Chiesa di San Francesco d'Assisi sono viottoli sterrati difficilmente percorribili persino a piedi, e una buona parte del centro storico, attorno alla Chiesa di Sant'Elia e all'ex-Collegio dei Padri Gesuiti, è irraggiungibile in automobile.
A partire dagli anni cinquanta è iniziato lo sviluppo urbanistico della parte moderna della città, nella summenzionata piana costiera originata dal fiume Catocastro e dal torrente Santa Maria: strade ortogonali che si intersecano, case basse anche per paura dei terremoti che frequentemente hanno devastato la Calabria, e soprattutto una grande vitalità commerciale. Le due principali arterie dell'espansione moderna di Amantea sono via Regina Margherita e Corso Vittorio Emanuele II, che si incontrano in piazza Commercio, vero centro urbanistico della città bassa. L'abitato è attraversato dalla trafficatissima Strada statale 18 Tirrena Inferiore, nel nuovo tracciato risalente agli anni sessanta e dalla Ferrovia Tirrenica Meridionale che è l'arteria vitale dei collegamenti tra il Nord e il Sud dell'Italia. Simbolo della nuova espansione urbanistica è il Lungomare di Amantea, che corre parallelo alla spiaggia del mar Tirreno per oltre un chilometro.

### Frazioni
- Oliva
- San Procopio
- Tonnara
- Camoli
- Fiumara
- Formiciche
- Acquicella
- Coreca
- Colongi
- Campora San Giovanni
- Cannavina
- Chiaie
- Colongi
- Fravitte
- Villanova
- Gallo

## Economia
L'Economia di Amantea si basa sostanzialmente sul turismo e le coltivazione di cipolle. 

Il Porto Turistico di Amantea è un punto molto conosciuto ed è una meta sia per le navi che per i turisti che passano per il paesino calabrese.

## Infrastrutture e trasporti

### Strade
La più importante strada statale che attraversa il territorio amanteano per tutta la sua lunghezza è la strada statale 18 Tirrena Inferiore, principale arteria del basso Tirreno cosentino, valida alternativa lungo costa dell'autostrada A2 Napoli-Reggio Calabria. Il territorio comunale è, inoltre, attraversato trasversalmente dalla strada statale 278 che la collega a Cosenza attraversando gli abitati di Lago, Domanico e Carolei. Più a sud, in corrispondenza della frazione Oliva, è attraversato dalla strada statale 108 che passando da Aiello Calabro, conduce a Cosenza.

### Ferrovie
L'unica linea ferroviaria che attraversa il territorio amanteano è la Ferrovia Tirrenica Meridionale sulla quale sorge la stazione cittadina, rimodernata nel 2009. Una seconda stazione ferroviaria si trova a Campora San Giovanni.

### Porti
Amantea è stata, fin dall'epoca bizantina, un importante scalo portuale sulla rotta navale tra Napoli e Reggio Calabria: anticamente le barche o i vascelli mercantili venivano ricoverati nella grande latomia al centro del Parco della Grotta: un'enorme grotta naturale all'epoca prossima al mare che era capace di ospitare molte imbarcazioni.
Presso la frazione di Campora San Giovanni è stato realizzato e aperto il Porto Turistico Città di Amantea, importante porto turistico che ospita i battelli per Stromboli e le Isole Eolie.

## Amministrazione
| Periodo           | Periodo           | Primo cittadino                                         | Partito                        | Carica                    | Note                        |
| ----------------- | ----------------- | ------------------------------------------------------- | ------------------------------ | ------------------------- | --------------------------- |
| 23 aprile 1995    | 16 novembre 1997  | Sante Mazzei                                            | Alleanza Nazionale             | sindaco                   |                             |
| 16 novembre 1997  | 13 giugno 1999    | Franco La Rupa                                          | lista civica di centro         | sindaco                   |                             |
| 13 giugno 1999    | 13 giugno 2004    | Franco La Rupa                                          | lista civica "I Democratici"   | sindaco                   |                             |
| 13 giugno 2004    | 10 giugno 2005    | Franco La Rupa                                          | lista civica                   | sindaco                   |                             |
| 10 giugno 2005    | 29 maggio 2006    |                                                         |                                | commissario straordinario |                             |
| 29 maggio 2006    | 4 agosto 2008     | Francesco Tonnara                                       | lista civica                   | sindaco                   |                             |
| 4 agosto 2008     | 16 maggio 2011    | Giorgio Criscuolo Francesco Sperti Pietro Tescione      |                                | commissario straordinario | [ 21 ] [ 22 ] [ 23 ] [ 24 ] |
| 16 maggio 2011    | 10 settembre 2013 | Francesco Tonnara                                       | lista civica "Primavera"       | sindaco                   |                             |
| 10 settembre 2013 | 25 maggio 2014    |                                                         |                                | commissario straordinario |                             |
| 25 maggio 2014    | 8 febbraio 2017   | Monica Sabatino                                         | lista civica "Rosa Arcobaleno" | sindaco                   |                             |
| 8 febbraio 2017   | 11 giugno 2017    |                                                         |                                | commissario straordinario |                             |
| 11 giugno 2017    | 17 febbraio 2020  | Mario Pizzino                                           | lista civica "Listazzurra"     | sindaco                   |                             |
| 17 febbraio 2020  | 12 giugno 2022    | Antonia Maria Grazia Surace Bernardino Nuovo Vito Turco |                                | commissario straordinario |                             |
| 12 giugno 2022    | in carica         | Vincenzo Pellegrino                                     | lista civica "Nea Polis"       | sindaco                   |                             |

### Gemellaggi
- Montesano sulla Marcellana

## Sport

### Calcio
La prima società calcistica del comune, nacque nel 1919 con il nome di Iuventus Società Sportiva Amantea. Nel 1927 venne fondato l'Amantea Sport Club, rinominato A.C.D. Città di Amantea 1927, ha sempre disputato campionati dilettantistici di livello regionale.
Nella frazione Campora San Giovanni esiste un'altra squadra che milita in Promozione: l'ACD Campora Calcio

### Altri sport
Nella località, ha inoltre sede l'A.S.D. Amantea Calcio a 5, fondata nel 2001, che gioca nel campionato regionale di serie C1.
La principale formazione pallavolistica di Amantea è la Volley De Luca Amantea, che partecipa alla serie C.

### Impianti sportivi
Nel comune si trovano uno stadio comunale, diversi impianti per la pratica del calcio a 5.